# Хантер-Роу, Кэролин
Кэролин Хантер-Роу (англ. Carolyn Hunter-Rowe; род. 25 января 1964) — британская бегунья на сверхмарафонские дистанции. Она стала победителем чемпионата Европы по бегу на 100 км в 1996 и выиграла чемпионат мира в 1993 и 1998 годах.
Хантер-Роу установила семь национальных рекордов в легкой атлетике между 1993 и 1994. Четыре из этих рекордов были установлены во время забега Барри 40 (40 миль). В 1993 году Хантер-Роу выиграла забег Лондон-Брайтон и установила женский рекорд трассы 6:34.10. В 1994 году она выиграла престижный 56-километровый сверхмарафон Два океана в Кейптауне, Южная Африка. В 2002 она выиграла Дартмур Дискавери — 52-километровый шоссейный сверхмарафон, старт и финиш которого находится в Принстауне.

## Рекорды
- 40 миль — 4:26.43 1993 Барри, Уэльс

Женский рекорд на 100 км — 7:27.19 1993, Бельгия
- 20 км — 1:15.46,00 1994 Барри, Уэльс
- 25 км — 1:35.15,5 1994 Барри, Уэльс
- 30 км — 1:55.02,3 1994 Барри, Уэльс
- 50 км — 3:18.52 1994 Барри, Уэльс